# 김영수 (1915년)
김영수(金英樹, 1915년 ~ 1945년 3월 4일)는 일제강점기의 언론인, 독립운동가이다. 별명은 갑식(甲植). 일본 유학생 신분으로 반전, 반제국주의 활동을 하다 수배를 받고 비밀리에 귀국, 1942년 대한민국 임시정부와 연락하여 항일 무장테러 활동을 전개하려다가 발각되어 수감 중 옥사하였다. 경상남도 진주출신.

## 생애

### 일본 유학
경상남도 진주에서 태어나 일본으로 유학하였다. 일본 릿쿄대학(立敎大學)에 유학할 때 재일한국인 유학생을 규합하여 애향회(愛鄕會)를 조직한 뒤 메이지대학(明治大學)의 한인 유학생 김명복(金明福), 이채준(李采準) 등 아오야마학교(靑山學敎)에 재학 중인 김후수(金厚樹) 등을 규합하여 이들 동지와 함께 한인 잡지 《애향(愛鄕)》을 발행․배포하면서 일본제국주의를 비판하고, 일본의 전쟁에 반대하는 반전 활동과 한국인 탄압 중단, 인종차별 철폐, 징병반대, 학병 징집 반대, 징용반대 등의 주제로 글을 쓰고 격문을 인쇄하여 도쿄 일대에 배포하여 재일한국인 청년들에게 애국활동을 대대적으로 고취, 전개해 나갔다.

### 국내 귀국
1942년 전단지 살포사건의 주모자로 몰려 일본 제국 경찰의 수배대상이 되자 몇 명의 동지와 함께 국내로 비밀리에 피신해 있으면서 항일격문 작성 등을 통해 독립사상을 선전․고취하였고, 이어 국내에서 무장항일운동을 전개하기로 결심하고 우선 고향인 진주의 일본군 경비행장과 무기고․탄약고에 잠입하여 탈취를 시도하였으나 실패하고, 비행장 활주로 및 철도 역사, 경비병 병사(兵舍) 등에 방화하였다.
기간시설 파괴와 방화의 용의자로 지목되어 조선총독부로부터 수색령이 내려지자 즉시 은신하였으며, 지하에서도 김경(金景)․표재언(表載彦)․조만봉(趙萬琫) 등 여러 동지를 포섭, 활약시키고 계속하여 마산, 부산, 대구 등지로 조직을 확대하였다.

### 임정 연락과 수감
1942년 김영수는 비밀리에 대한민국임시정부와 교신, 연락하여 지원을 요청하였는데, 이를 위하여 대한민국임시정부에서 보낸 대한민국임시정부 비밀 특파원 정일모(鄭日模)와 통신, 접촉하던 중 밀정에게 발각되었다.
이들은 각지의 일본군 병사 및 무기고․탄약고를 폭파․기습한 후, 압록강 철교를 폭파․절단하고 대한민국임시정부로 망명하기로 치밀한 계획을 짜놓고 실천단계에 들어섰으나 진주의 일본 경찰 및 헌병대에 이 사실이 알려져 실행 직전에 체포되었다. 이후 미결수로 진주교도소에 수감당하였다.
1944년 1년 3개월의 미결 끝에 육군형법위반(陸軍刑法違反)으로 징역 7년의 최고형을 선고받고 수감되었다.

### 최후
복역중 혹독한 고문과 질병으로 1945년 3월 4일 옥중에서 순국하였다.

## 사후
- 대한민국 정부는 1991년 건국훈장 애족장을 추서하였다.

## 같이 보기
- 릿쿄 대학
- 대한민국 임시정부
- 정일모